# Claudine
Claudine és una pel·lícula estatunidenca dirigida per John Berry, estrenada el 1974.

## Argument
Claudine és una mare soltera que viu a Harlem. Per poder mantenir els seus sis fills es veu obligada a treballar com a criada d'amagat dels serveis d'assistència social, cosa que li permet beneficiar-se de la seva ajuda, però tot es complica quan s'enamora de Roop...

## Repartiment
- Diahann Carroll: Claudine
- James Earl Jones: Roop
- Lawrence Hilton-Jacobs: Charles
- Tamu Blackwell: Charlene
- David Kruger: Paul
- Roxie Roker: Mrs. Winston

## Premis i nominacions[calcitació]

### Nominacions
- 1975. Oscar a la millor actriu per Diahann Carroll
- 1975. Globus d'Or al millor actor musical o còmic per James Earl Jones
- 1975. Globus d'Or a la millor pel·lícula musical o còmica per Diahann Carroll
- 1975. Globus d'Or a la millor cançó original per Curtis Mayfield per la cançó "On and On"

## Música
També hi ha una opereta amb el mateix títol escrita pel compositors austríac Rudolf Berger (1864-1916).